# Gordon Cummins
Gordon Frederick Cummins, conosciuto come il Blackout Killer, il Blackout Ripper, e il Wartime Ripper (New Earswick, 18 febbraio 1914 – Londra, 25 giugno 1942), è stato un assassino seriale britannico, che uccise quattro donne e tentò di ucciderne altre due per un periodo di sei giorni a Londra nel febbraio del 1942.
Era anche sospettato di aver commesso due omicidi precedenti nell'ottobre del 1941.
Condannato a morte per l'omicidio della trentaquattrenne Evelyn Oatley, Cummins fu impiccato nella prigione di Wandsworth il 25 giugno 1942.
Cummins divenne noto come il "Blackout Killer" e "Blackout Ripper" per il fatto che commise i suoi omicidi durante gli oscuramenti imposti in tempo di guerra e per le estese mutilazioni inflitte a tre dei corpi delle sue vittime. È anche conosciuto come lo "Wartime Ripper" poiché i suoi omicidi furono commessi al culmine della seconda guerra mondiale.
Gli omicidi commessi da Gordon Cummins sono stati descritti da un sovrintendente investigativo all'interno della Metropolitan Police Service come "di gran lunga i più feroci" su cui avesse mai indagato durante la sua intera carriera.

## Primi anni di vita
Gordon Frederick Cummins nacque a New Earswick, nella contea del North Yorkshire, il 18 febbraio 1914, il primo di quattro figli nati da John Cummins e sua moglie Amelia, nata Lee. Il padre di Cummins era un funzionario pubblico che gestiva una scuola per minori responsabili di reati; sua madre era una casalinga. Da bambino, Cummins ricevette un'istruzione privata a Llandovery, nel Galles meridionale, anche se i rapporti contemporanei dei suoi anni alla Llandovery County Intermediate Secondary School descrivono il suo rendimento scolastico come insignificante, con gli insegnanti che in seguito ricordarono che Cummins era molto più preoccupato della socializzazione che dei suoi studi. Tuttavia, Cummins ottenne un diploma in chimica all'età di sedici anni. Dopo aver completato gli studi nel 1930, Cummins frequentò il Northampton College of Technology. Abbandonò gli studi il 1º novembre 1932.
All'età di 18 anni, Cummins si trasferì a Newcastle, dove lavorò brevemente come chimico industriale. Fu licenziato da questo lavoro dopo cinque mesi. Nell'agosto 1933, Cummins ottenne un impiego come conciatore a Northampton, sebbene fosse licenziato da questo impiego per scarso rendimento dopo tredici mesi, e in seguito alternò lavori part-time e lavori occasionali. Nell'ottobre 1934, Cummins si trasferì a Londra, ottenendo un lavoro come creatore di abiti in pelle presso una fabbrica di abbigliamento, guadagnando 3 sterline a settimana. In seguito si formò per diventare caposquadra in questa ditta.
Mentre risiedeva a Londra, a Cummins nacque il desiderio di vivere la vita di un aristocratico. Frequentò hotel e club nel West End di Londra, affermando falsamente ai conoscenti di essere un figlio illegittimo di un nobile e di ricevere un'indennità da questo individuo. Per sostenere questa tesi, Cummins affinò il suo accento per imitare quello di un oxfordiano, e insistette per essere indicato come l'Onorevole Gordon Cummins. Commise furti o atti di appropriazione indebita per mantenere finanziariamente questa identità e si vantò regolarmente con dei colleghi per delle sue escursioni sessuali con le donne del posto. Per i suoi datori di lavoro il suo stile di vita stravagante impattava sulle prestazioni lavorative, e perciò venne licenziato l'8 febbraio 1935. Poco dopo, Cummins si trasferì nell'appartamento di suo fratello a Queens Mews, Bayswater, mentre pensava alle prossime mosse per la sua carriera.

### Royal Air Force
All'inizio del 1935, Cummins si offrì volontario per arruolarsi nella Royal Air Force (RAF). Si arruolò presso l'Air Crew Reception Centre a Regent's Park, a Londra, dove sia i membri in servizio della RAF che le nuove reclute venivano assegnate per l'addestramento. Cummins inizialmente fu addestrato come montatore, con il compito di effettuare controlli di volo sugli aerei. I suoi superiori consideravano Cummins un individuo ambizioso, sebbene non fosse popolare tra molti dei suoi compagni di servizio, che si risentivano del suo atteggiamento vanaglorioso e le sue affermazioni sulle provenienze nobili. Queste false affermazioni di provenire da un ambiente aristocratico valsero a Cummins il soprannome dispregiativo de "il Duca". Nel maggio 1936 conobbe Marjorie Stevens, la segretaria di una compagnia teatrale del West End. I due si conobbero a uno show aereo nel villaggio di Henlow. Dopo 7 mesi di corteggiamento, si sposarono al Paddington Register Office il 28 dicembre. La coppia non ebbe figli.
Inizialmente, Cummins era di stanza con il Marine and Armament Experimental Establishment a Felixstowe, nella contea di Suffolk. Tra il 1936 e il 1939, si spostò in Scozia. Il 25 ottobre 1939, dopo lo scoppio della seconda guerra mondiale, fu trasferito ad Helensburgh, nel Dunbartonshire. Rimase lì fino all'aprile 1941, dove fu spostato a Colerne, nel Wiltshire. Qui raggiunse il grado di capo aviere, nonostante avesse aspirazione di diventare un pilota di Spitfire.
Il 10 novembre 1941, Cummins fu inviato in Cornovaglia. A questo nuovo incarico, la sua millanteria tra i suoi compagni aviatori gli valse il soprannome de "il Conte". Mentre era di stanza in Cornovaglia, Cummins si unì a un club di Falmouth chiamato The Blue Peter Club e occasionalmente assisteva la proprietaria occupandosi del bar. Tuttavia, fu rimosso dall'impiego di barista in poche settimane quando venne scoperto che stava servendo da bere gratis al personale della RAF. Poco dopo, la proprietaria scoprì che circa 35 sterline di gioielli erano stati rubati dal suo appartamento. Sebbene sia la proprietaria che la polizia locale sospettassero che Cummins avesse commesso il furto, non esistevano prove per dimostrare la sua colpevolezza.
Il gennaio seguente avendo accumulato oltre 1000 ore di volo, apparve davanti al comitato di selezione della Royal Air Force per un esame di aviazione. La sua performance esemplare gli valse il trasferimento all Air Crew Receiving Centre a Regent's Park, dove sarebbe rimasto con altri 300 uomini. A Cummins fu ordinato di presentarsi in servizio alle 10 del 2 febbraio 1942.

## Omicidi
Cummins è noto per aver ucciso almeno quattro donne e per aver tentato di ucciderne altre due in un periodo di sei giorni nel febbraio 1942. È inoltre sospettato di aver ucciso altre due donne nel febbraio 1941. La maggior parte delle sue vittime erano donne che incontrava dentro o nelle vicinanze dei pub del West End e che si prostituivano, soprattutto con militari in servizio.

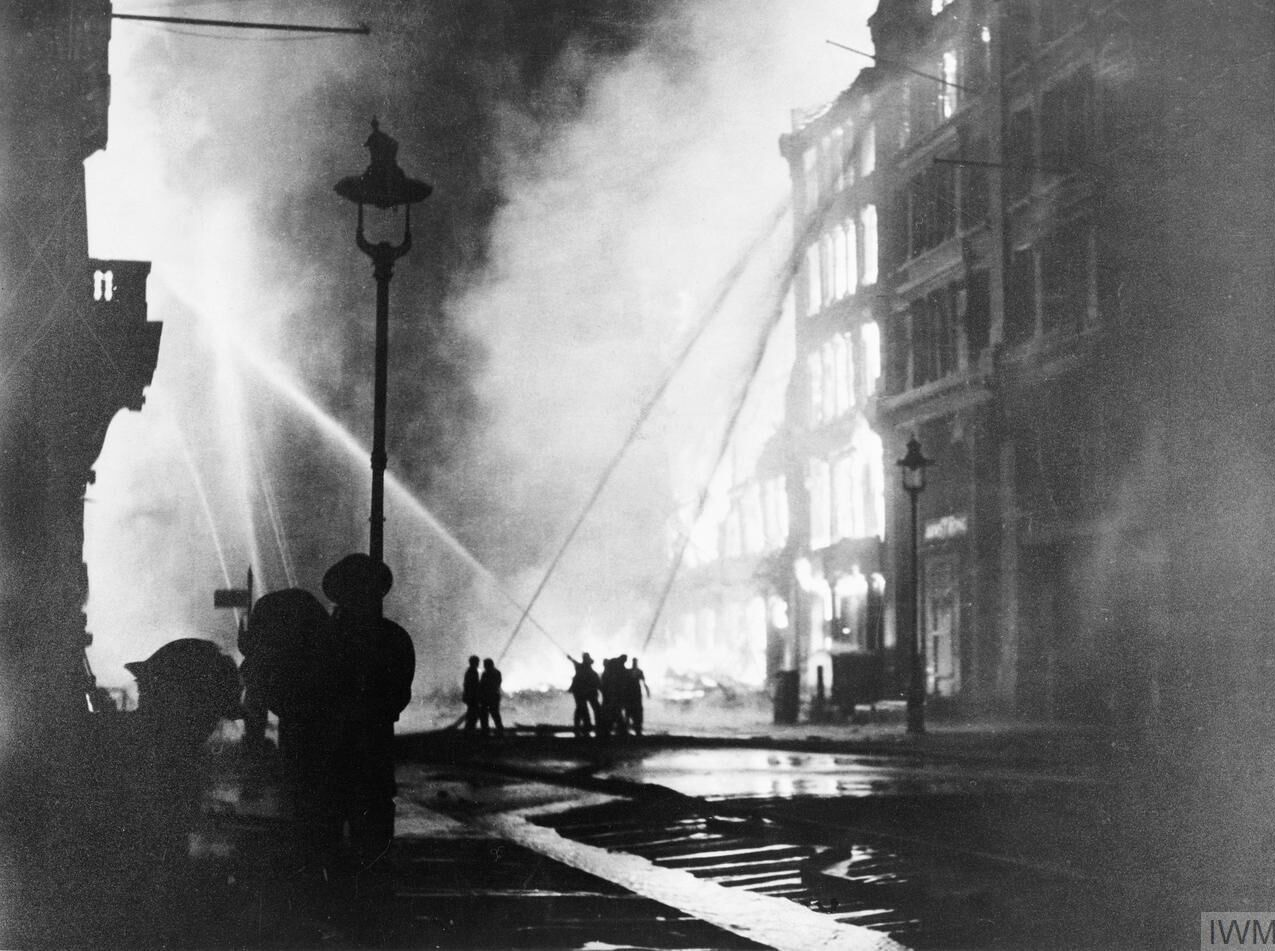
I raid aerei su Londra e altre città britanniche durante la seconda guerra mondiale portarono a oscuramenti forzati

Tutti gli omicidi di Cummins furono commessi durante gli oscuramenti a causa della guerra imposti dal settembre 1939. Quando fu arrestato nel 1942, Cummins non aveva nessun precedente penale né storie di violenza passate.

### Primi possibili omicidi
Cummins è sospettato di aver commesso i suoi primi due omicidi nell'ottobre del 1941. La sua prima vittima fu l'impiegata diciannovenne di nome Maple Churchyard, che fu assassinata il 13 ottobre. La Churchyard era nota per aver avuto spesso rapporti sessuali occasionali con i militari. Il suo corpo nudo fu ritrovato dagli operai in una casa bombardata su Hampstead Road il giorno dopo il suo omicidio. Era stata strangolata a morte con il suo body da un individuo che il patologo che esaminò il suo corpo descrisse come mancino, poiché i lividi attorno al collo di Churchyard indicavano che il suo assassino aveva più forza nella mano sinistra che nella destra. Inoltre, la sua borsa era stata svuotata, con diversi oggetti mancanti. Churchyard non aveva subito aggressioni sessuali. Si ritenne che la sua morte fosse avvenuta intorno alle 21.15.
Quattro giorni dopo, il 17 ottobre, una vedova di 48 anni di nome Edith Eleonora Humphries fu ritrovata morta sul letto nella sua casa di Regent's Park. Era stata ampiamente colpita al viso e alla testa prima che il suo aggressore tentasse di strangolarla prima di tagliarle la gola. La Humphries aveva anche subito una singola coltellata al cranio, che le era penetrata nel cervello. Humphries era ancora viva, ma morì poco dopo il suo ricovero in ospedale. La porta della sua proprietà era socchiusa e gli investigatori non trovarono segni di effrazione. Diversi gioielli erano stati rubati.
Al tempo degli omicidi, Cummins era di stanza a Colerne, nel Wiltshire, anche se quando era in licenza era noto come visitasse spesso Londra, risiedendo in un indirizzo nella vicina St John's Wood.

### Gli omicidi del Blackout
Domenica 8 febbraio 1942, Cummins lasciò uno stabilimento della RAF a St John's Wood per visitare sua moglie nell'appartamento che avevano affittato a Southwark . Mentre la coppia cenava, Cummins chiese se poteva prendere in prestito dei soldi con la spiegazione che intendeva visitare il West End per una "notte in città". Marjorie diede a suo marito una banconota da una sterlina (l'equivalente di circa 50 sterline nel 2021). Cummins lasciò l'abitazione verso le 18.30.

#### Evelyn Margaret Hamilton
La mattina seguente, il corpo della farmacista quarantunenne Evelyn Hamilton fu scoperto da un elettricista di nome Harold Batchelor in un rifugio antiaereo a livello della strada a Montagu Place, Marylebone. I suoi vestiti erano stati scompigliati e la sua sciarpa era avvolta intorno alla testa. Segni di graffi sulle scarpe e pezzi di malta sparsi vicino al suo corpo indicavano che la Hamilton aveva lottato ferocemente con il suo aggressore, che le aveva sollevato la gonna sopra i fianchi, tirato la biancheria intima sotto il ginocchio ed esposto il seno destro. La sua borsa, contenente circa 80 sterline, era stata rubata, anche se alcuni oggetti furono ritrovati sparsi sul marciapiede fuori dal rifugio antiaereo. La borsa vuota della Hamilton fu ritrovata da un agente di polizia nella vicina Wyndham Street. Nessuna impronta venne ottenuta dagli oggetti. Il corpo venne identificato dalla sua padrona di casa, Catherine Jones, il 10 febbraio.
Il giorno prima dell'omicidio, la Hamilton si era dimessa dalla sua posizione di dirigente di una farmacia di Hornchurch, che aveva avuto difficoltà finanziarie a causa dell'inizio della guerra, e si era recata a Londra in treno. Alle 18,40 dell'8 febbraio, aveva informato una signora di nome Maud Yoxall dei suoi piani di lasciare Londra e recarsi nel Lincolnshire il giorno seguente, poiché le era stato offerto un posto di direttrice in una farmacia a Grimsby. Fu vista viva l'ultima volta da una cameriera alla Maison Lyons Corner House a Marble Arch poco prima di mezzanotte, mentre beveva un bicchiere di vino bianco per festeggiare il suo 41º compleanno. La posizione del corpo portò gli investigatori a concludere che era stata avvicinata o aggredita mentre tornava alla sua pensione nelle prime ore del mattino seguente. L'autopsia rivelò che era stata strangolata da un individuo mancino. Non era stata aggredita sessualmente o mutilata, sebbene numerosi piccoli tagli e graffi fossero stati inflitti al suo seno destro e un taglio di circa 2 cm le era stato fatto nel sopracciglio sinistro.

#### Evelyn Oatley
Poco dopo le 8:30 del 10 febbraio, due addetti alla lettura dei contatori scoprirono il corpo nudo e mutilato della 34enne Evelyn Oatley, sdraiata sul letto del suo appartamento al 153 di Wardour Street, Soho. Era stata picchiata sulla bocca e sul petto, poi strangolata fino a perdere conoscenza prima che le venisse inflitto un taglio di circa 8 cm alla gola, che le recise l'arteria carotide destra. La testa pendeva dal bordo del letto. Il suo addome, i genitali e le cosce erano stati ampiamente mutilati con una lama di rasoio e un apriscatole dopo la morte. Sei di queste ferite erano state inflitte intorno alla cavità vaginale, la cui natura frastagliata suggeriva che fossero state inflitte con l'apriscatole. La Oatley era stata anche violentata con una torcia elettrica, che sporgeva dalla sua vagina. Vicino al corpo furono trovati anche un paio di arricciacapelli macchiati di sangue, e una lama di rasoio macchiata di sangue era alla sinistra della testa. Inoltre, il contenuto della borsa di pelle della Oatley era stato sparso sul pavimento della camera da letto e sette lamette di sicurezza Gillette inutilizzate furono recuperate dal piccolo comodino accanto al suo letto. La porta dell'appartamento era stata chiusa, ma non bloccata. Nessuna ferita da difesa fu trovata sulle mani, sulle unghie o sulle braccia della Oatley.
Il sovrintendente capo Frederick Cherrill fu in grado di determinare che le impronte digitali recuperate dall'apriscatole macchiato di sangue e sull'angolo di un pezzo dello specchio trovato all'interno della borsa di pelle della Oatley che era stato usato per mutilarne il corpo, indicavano che il suo assassino era un mancino. Nessuna corrispondenza per questa serie di impronte digitali fu trovata all'interno dell'ufficio impronte digitali della polizia, ciò indicava che l'assassino della Oatley non aveva precedenti.
La Oatley era una donna sposata che, allo scoppio della seconda guerra mondiale, aveva iniziato a prostituirsi, usando lo pseudonimo di Leta Ward, per integrare lo stipendio che guadagnava come hostess in un locale notturno. Tre testimoni oculari in seguito informarono gli investigatori che la Oatley era stata avvicinata da un giovane aviatore sbarbato e con i baffi con i capelli castani, alto all'incirca un metro e settanta fuori da un ristorante in Shaftesbury Avenue a tarda sera prima del suo omicidio. Secondo questi testimoni, quando la Oatley chiese a questo individuo quali fossero le sue preferenze sessuali, lui aveva semplicemente risposto: "Mi piacciono le bionde". La Oatley fu vista per l'ultima volta viva da una compagna inquilina del 153 di Wardour Street di nome Ivy Poole, che la osservò entrare nella tromba delle scale della proprietà in compagnia dell'uomo verso le 23.40.

#### Margaret Florence Lowe
Nelle prime ore di mercoledì 11 febbraio, una prostituta di 43 anni di nome Margaret Florence Lowe fu assassinata nel suo appartamento al numero 11 di Gosfield Street, a Marylebone. Fu vista l'ultima volta viva da una vicina di nome Florence Bartolini all'incirca all'una e un quarto della mattina, camminando nel corridoio verso il suo appartamento in compagnia di un cliente. La Bartolini in seguito sentì l'uomo uscire dall'appartamento della Lowe, camminare lungo il corridoio e imboccare Gosfield Street, fischiettando tra sé e sé. Il corpo della Lowe non fu scoperto fino al pomeriggio del 13 febbraio, quando sua figlia di 15 anni, Barbara, fece visita a sua madre solo per essere stata informata da un vicino che sua madre non si vedeva da "due o tre giorni" e che un pacco era rimasto fuori dalla sua porta per lo stesso periodo di tempo.
La Lowe fu ritrovata sul suo letto sotto le trapunte, che erano state sollevate appena sotto il suo mento. Era supina con le gambe divaricate e le ginocchia piegate verso l'alto. Era stata picchiata a lungo, poi strangolata a morte sul suo divano letto con una calza di seta che era ancora legata sotto il lato destro della mascella. Della schiuma era visibile intorno al naso e alla bocca.
Dopo aver esaminato il corpo della donna, il patologo forense Sir Bernard Spilsbury osservò che le ferite inflitte dal suo assassino erano "abbastanza terribili", aggiungendo che l'autore era "un maniaco sessuale selvaggio" che "si abbandonava a un desiderio malvagio di perpetrare le lesioni più diaboliche sulle donne che uccideva". Le mutilazioni inflitte alla Lowe superarono la ferocia di quelle che il suo assassino aveva inflitto alla Oatley, con alcune mutilazioni inflitte mentre la vittima era ancora in vita, sebbene in punto di morte. Il suo corpo era stato ampiamente squarciato e mutilato con una varietà di strumenti tra cui una lama di rasoio, un coltello da verdura, un coltello da tavola e un attizzatoio, tutti trovati sporgenti dal suo corpo o accanto ad esso. Il suo addome era stato aperto, e si vedevano gli organi interni, con un'altra ferita inflitta al lato destro dell'inguine che era "una ferita profonda e aperta" lunga oltre quindici centimetri. Un grosso coltello da pane seghettato sporgeva da una ferita vicino all'inguine della donna, una candela di cera era stata inserita nella vagina e il suo utero era stato squarciato. Spilsbury fu inoltre in grado di determinare le ferite inflitte al corpo della Lowe, lasciando pochi dubbi sul fatto che il suo assassino fosse anche responsabile della morte di Evelyn Oatley.
Gli esperti forensi ottennero delle impronte digitali dalla base di un portacandele di vetro all'interno del caminetto della camera da letto, oltre che da un bicchiere di vetro e da una bottiglia mezza vuota di birra d'avena di Hammerton trovata sulla scena del crimine. Le impronte digitali sul portacandele di vetro furono determinate essere della mano destra dell'assassino, indicando che l'autore degli omicidi era mancino.
La Lowe era la madre vedova di una bambina, originaria di Southend-on-Sea. Dopo la morte del marito nel 1932, aveva venduto l'attività di famiglia di oggettistica. In seguito iscrisse sua figlia in un collegio prima di trasferirsi da sola a Londra, dove ottenne un impiego come donna delle pulizie nel 1934. Poco dopo, usando lo pseudonimo di Peggy Campbell, iniziò a prostituirsi, anche se ogni tre fine settimana, Barbara si recava a Londra da Southend in treno per visitare sua madre, e dedicava il suo fine settimana ad attività sociali come andare al cinema e ai monumenti locali con sua figlia.

#### Catherine Mulcahy
Giovedì 12 febbraio, Cummins avvicinò una prostituta di 25 anni di nome Catherine Mulcahy a Regent Street. La Mulcahy — che si prostituiva con lo pseudonimo di Kathleen King — accettò di portarlo nel suo appartamento nella vicina Southwick Street. I due si recarono al suo appartamento in taxi, con Cummins che le pagò la tariffa concordata di 2 sterline in anticipo. Entrando nel suo appartamento, la Mulcahy accese il fuoco a gas e iniziò a togliersi i vestiti ma non tolse gli stivali. In seguito dichiarò che uno "strano sorriso" apparve sul viso di Cummins mentre si toglieva i vestiti, si sdraiava sul letto e gli faceva cenno di unirsi a lei. Si tolse i vestiti, poi si avvicinò a Mulcahy, si arrampicò sopra di lei, sbatté le ginocchia contro il suo stomaco e tentò di strangolarla mentre inchiodava il suo corpo al letto con il suo stesso peso. Mulcahy lottò contro il suo aggressore, dandogli un calcio nello stomaco con lo stivale e liberandosi dalla sua presa mentre Cummins cadde a terra accanto al suo letto. La Mulcahy poi scappò gridando dal suo appartamento fino alla casa di un vicino.
Forse per dissuadere la Mulcahy dal denunciare l'aggressione alla polizia, Cummins si vestì parzialmente prima di avvicinarsi all'appartamento della vicina. Poi le diede altre otto banconote da una sterlina affermando: "Mi dispiace. Penso di aver bevuto troppo questa sera" mentre la Mulcahy urlava ripetutamente di credere che fosse un assassino. Cummins afferrò poi il cappotto e fuggì, lasciando inconsapevolmente la sua cintura di tela della RAF nell'appartamento.

#### Doris Jouannet
Poco dopo l'aggressione a Catherine Mulcahy, Cummins incontrò la 32enne Doris Jouannet (conosciuta anche come Olga). La Jouannet fu vista viva l'ultima volta intorno alle 22.20 del 12 febbraio da un'amica di nome Beatrice Lang, con la quale ha bevuto un bicchierino di whisky in una sala da tè. Secondo l'amica, la Jouannet dichiarò che voleva visitare un cliente abituale a cui si riferiva come "Il Capitano". I due poi si separarono in Oxford Street. Poco dopo, la Jouannet incontrò Cummins, accettò la sua proposta e lo portò nell'appartamento di due stanze al piano terra al 187 di Sussex Gardens, Bayswater, che condivideva con suo marito.
La sera seguente, il marito di Doris, Henri, tornò nell'appartamento che condivideva con sua moglie. Notando che la porta della camera da letto era chiusa a chiave, Henri tentò senza successo di aprire la porta prima di telefonare alla polizia, che inviò un agente di nome William Payne alla proprietà.
Esortando Henri a rimanere nel corridoio, Payne aprì la porta e accese la luce, scoprendo il corpo di Jouannet - nudo tranne che per una camicia da notte nera aperta - che giaceva in diagonale sul letto con la mano sinistra tra le gambe. Una calza di seta era annodata attorno al collo. Payne poi uscì dalla stanza, dichiarando a Henri, "Devo consigliarti di non entrare in quella stanza". Tornò quindi alla stazione di polizia di Paddington per richiedere all'ufficiale della stazione di allertare il dipartimento investigativo criminale di Scotland Yard e il chirurgo della sua scoperta.
Il Divisional Detective (DD) Leonard Clare arrivò a Sussex Gardens poco dopo le 20. L'esame del cadavere rivelò che la mascella della donna era stata rotta prima che fosse strangolata con la calza annodata sotto il lato sinistro del mento. L'addome, i genitali, il seno sinistro e le cosce erano stati ampiamente mutilati con una lama di rasoio e un coltello in modo simile ai corpi di Evelyn Oatley e Margaret Lowe. Una delle ferite inflitte era uno squarcio verticale di 15 cm che andava dall'ombelico ai genitali; un'altra ferita inflitta alla sua vagina misurava oltre sedici centimetri. Inoltre, la carne sotto il seno sinistro era stata asportata. Il coltello usato per mutilare la Jouannet era stato posto sulla coscia. Due preservativi usati giacevano sul pavimento accanto al letto, ed erano stati rubati un orologio d'oro e circa cinque sterline.
Sir Bernard Spilsbury condusse l'autopsia della Jouannet all'obitorio di Paddington il 14 febbraio. Esaminando la fuoriuscita di sangue dalle ferite della donna, Spilsbury fu in grado di determinare che era stata strangolata quasi fino ad ucciderla prima che il suo assassino le mutilasse il seno e la coscia sinistra mentre moriva. Tutte le altre ferite erano state inflitte dopo la morte. In relazione al tipo di ferite al corpo della vittima e ai posti in cui erano state inflitte, Spilsbury notò che l'assassino aveva effettuato le lesioni sopra l'ombelico con moderazione, ma che si era scatenato in un'evidente frenesia nelle mutilazioni ai genitali e ala coscia.
La Jouannet era nota per ricorrere solo occasionalmente alla prostituzione in strada. Aveva sposato suo marito, che in precedenza era stato un suo cliente, nel novembre 1935, ed aveva fatto notare ad altre prostitute del West End che ricorreva alla prostituzione solo nelle occasioni in cui aveva bisogno di "qualche scellino in più " per integrare i soldi che le dava il suo anziano marito, che gestiva un albergo a Sloane Square. Si prostituiva quando suo marito dormiva la notte in albergo, come spesso il suo impiego gli richiedeva di fare.

### Copertura della stampa
A causa delle restrizioni in tempo di guerra sulla carta da giornale, gli omicidi commessi da Cummins inizialmente ricevettero solo una copertura stampa limitata, in gran parte a causa del conflitto globale in corso. Tuttavia, gli omicidi divennero rapidamente il principale argomento di conversazione tra le prostitute del West End, molte delle quali divennero sempre più riluttanti a offrire i propri servizi a individui che non consideravano clienti regolari. Tuttavia, il 13 febbraio, i corpi della Lowe e di Jouannet furono scoperti a poche ore di distanza. Entrambi gli omicidi furono presto collegati all'omicidio di Evelyn Oatley, e l'autore fu soprannominato dalla stampa Blackout Killer. Gli omicidi iniziarono ad avere titoli a livello nazionale.

#### Margaret Heywood
La sera del 13 febbraio 1942, Cummins si avvicinò a una giovane donna sposata di nome Margaret Heywood a Piccadilly . Dopo aver condiviso un drink e un panino al Trocadero di Londra, i due si diressero verso Haymarket. Heywood in seguito dichiarò che a questo punto Cummins divenne "spiacevolmente spinto" nei suoi confronti: la spinse in un portone vicino a Piccadilly Circus e le tastò la vita mentre tentava di persuaderla ad accompagnarlo in un vicino rifugio antiaereo. La Heywood accettò un solo bacio prima di informare Cummins che non conosceva rifugi antiaerei nelle vicinanze, affermando: "In ogni caso, non andrei in uno con te". Cummins iniziò quindi ad accarezzare la Heywood, che ebbe rimostranze per questi atteggiamenti e iniziò a colpirgli i polsi e a spostargli le mani lontano dal suo corpo, quindi tentò di andarsene. In risposta, Cummins la afferrò per la gola e la spinse di nuovo contro la porta. La Heywood fu poi strangolata fino all'incoscienza mentre Cummins mormorava ripetutamente "Non lo farai".
Mentre Cummins frugava nella sua borsa, fu disturbato da un fattorino di 18 anni di nome John Shine, che stava portando bottiglie di bevande nel vicino pub Captain's Cabin, costringendo Cummins a fuggire, lasciando la sua maschera antigas della RAF e la bisaccia sulla soglia del portone. Shine corse immediatamente in aiuto della Heywood. Notando che Heywood aveva ripreso conoscenza, si offrì di accompagnarla in ospedale. Lungo il percorso, la coppia incontrò un poliziotto di nome James Skinner, che suggerì ai due di andare alla stazione di polizia centrale del West End per fornire una testimonianza che dettagliasse l'attacco alla donna prima che un ufficiale li accompagnasse in un vicino ospedale.
Subito dopo il suo attacco alla Heywood, Cummins visitò un pub vicino, dove si rese conto di aver lasciato la maschera antigas e la bisaccia sul luogo del tentato omicidio e che il numero del reggimento stampato all'interno della bisaccia poteva essere ricondotto a lui. Nel tentativo di escogitare un alibi, rubò la maschera antigas e la bisaccia di un altro aviatore prima di ritornare alla base.

## Indagini
Prima di fornire la sua testimonianza alla stazione di polizia centrale del West End, John Shine consegnò la maschera antigas e la bisaccia agli investigatori, spiegando di aver recuperato gli oggetti dalla porta dove aveva trovato Heywood, la quale confermò che gli oggetti erano stati in possesso del suo aggressore. Un sergente investigativo di nome Thomas Shepherd annotò il numero di reggimento della RAF (525987) stampato all'interno dello zaino. Shepherd contattò immediatamente la Royal Air Force Police, che a sua volta contattò il reggimento di Cummins a Regent's Park. Un sergente accertò rapidamente che la maschera antigas e la bisaccia erano state consegnate a Cummins. Questa informazione venne trasmessa al detective Shpeherd alle 23.30 del 13 febbraio, con il sergente che aggiunse che Cummins non era nel suo alloggio.

### Arresto
Il sergente investigativo Thomas Shepherd interrogò ufficialmente Cummins la mattina del 14 febbraio. Questi dichiarò la sua innocenza e affermò di aver trascorso la serata bevendo whisky e bitter con un caporale di cui non ricordava il nome al Volunteer Public House di Baker Street prima che i due prendessero un taxi per Shaftesbury Avenue. Secondo Cummins, bevette diversi bicchierini di alcolici al bar prima di conversare con una donna. Affermò inoltre di conservare solo vaghi ricordi delle sue conversazioni con questa donna, a causa della sua intossicazione, anche se affermò di avere un "ricordo vago" di aver camminato per strada in sua compagnia prima di rendersi conto nelle prime ore di aver violato il coprifuoco, e di essere tornato immediatamente alla sua base. Affermò di non ricordare di aver attaccato la Heywood, ma espresse il suo rammarico e si offrì di pagarle un risarcimento. Interrogato sul motivo per cui le nocche sulla sua mano sinistra erano tagliate e contuse, Cummins affermò di essersi ferito durante una manutenzione su un motore di un aeroplano.
Subito dopo che Cummins fornì una dichiarazione scritta del suo resoconto degli eventi della sera precedente, venne arrestato e trattenuto in custodia cautelare con l'accusa di aver causato lesioni personali gravi.

### Ulteriori inchieste
Un esame delle voci nel libretto degli alloggi il 15 febbraio mostrò come Cummins fosse rientrato dopo le 22.30 in molte date corrispondenti agli omicidi o ai tentati omicidi che gli investigatori avevano attribuito al Blackout Killer. Tuttavia, molte voci erano state scritte a matita, il che significa che le voci all'interno del libro potevano essere facilmente manipolate. Inoltre, molte delle registrazioni di Cummins per il mese di febbraio erano incomplete, poiché sebbene avesse invariabilmente firmato il libretto quando lasciava la base, spesso non era riuscito a firmare al suo ritorno. L'interrogatorio dei colleghi aviatori di Cummins rivelò che avevano l'abitudine di garantire l'uno per l'altro il ritorno alla base e che Cummins aveva trascorso in modo stravagante la settimana prima del suo arresto. L'ispettore capo Edward Greeno scoprì inoltre che Cummins e un altro aviatore di nome Felix Sampson avevano lasciato l'alloggio tramite una scala antincendio dopo la mezzanotte in ciascuna delle date in questione, ed entrambi non erano tornati alla base fino alle prime ore del mattino.
Una perquisizione sui beni di Cummins fece scoprire che aveva preso vari oggetti appartenenti alle quattro vittime di omicidio del Blackout Killer come ricordi. Uno degli oggetti era un portasigarette di metallo bianco con incise le iniziali LW, che era appartenuto a Evelyn Oatley. Questo portasigarette fu scoperto nascosto all'interno di un angolo cottura, insieme a una fotografia della madre di Oatley. Tracce di sangue furono inoltre rinvenute anche su una camicia recuperata dalla sua sacca e nella superficie interna della cintura. Inoltre, un esame dei risvolti dei pantaloni dell'uniforme militare di Cummins rivelò tracce di una caratteristica miscela di polvere di mattoni trovata nel rifugio antiaereo in cui venne scoperto il corpo di Evelyn Hamilton. I frammenti di questa miscela furono recuperati anche dallo zaino di Cummins.
Il sovrintendente capo Frederick Cherrill fu grado di abbinare l'impronta digitale del mignolo e del pollice sinistro di Cummins con le impronte trovate sull'apriscatole e sullo specchio rotto trovato vicino al corpo di Evelyn Oatley. Cherrill in seguito confermò che le impronte digitali recuperate da altre due scene del crimine appartenevano a Cummins. Due delle dieci banconote da una sterlina che l'aggressore di Catherine Mulcahy le aveva dato prima e dopo che l'aveva aggredita erano nuove di zecca. Tracciando il numero di serie di queste banconote, l'ispettore capo Edward Greeno è stato inoltre in grado di determinare che queste due banconote erano state date a Cummins il 12 febbraio.
Sia la Heywood che Mulcahy furono successivamente invitate a un esame per identificare l'aggressore. La Mulcahy non fu in grado di identificare con certezza il suo aggressore, nonostante la Heywood avesse identificato senza esitazione Cummins come l'uomo che l'aveva aggredita. Cummins continuò a dichiararsi innocente, sostenendo che la Heywood si sbagliava e che un altro aviatore doveva aver scambiato la sua maschera antigas e la sua bisaccia, e poteva aver lasciato gli oggetti sul luogo del tentato omicidio nel tentativo di incastrarlo.

### Accuse formali di omicidio
Il 16 febbraio, Edward Greeno si recò alla prigione di Brixton per intervistare Cummins, che raccontò i suoi movimenti tra il 9 e il 13 febbraio. Insistette sul non aver mai incontrato nessuna delle sue vittime, e disse di non essere in grado di riconoscere le loro fotografie. Quando gli furono mostrati gli oggetti delle vittime tra quelli in suo possesso, Cummins dichiarò che gli oggetti erano stati presi "dalla custodia di una maschera antigas che stavo trasportando mentre fui arrestato, ma che non era mio". Aggiunse inoltre che o aveva preso la bisaccia sbagliata, o che un altro aviatore aveva scambiato la sua bisaccia e la sua maschera con la sua. Non convinti dalle dichiarazioni di Cumins, Greeno lo informò che il mattino seguente sarebbe stato accusato degli omicidi di Evelyn Oatley, di Margaret Lowe, e di Doris Jouannet. Fu trattenuto in custodia cautelare alla prigione di Brixton, in attesa del processo.
Cummins fu inoltre accusato di aver aggredito la Heywood e la Mulcahy il 20 febbraio. Il 27 marzo, Cummins comparve di nuovo davanti a un giudice della Bow Street Magistrates' Court. In questa occasione, fu accusato anche dell'omicidio di Evelyn Hamilton.

## Processo
Il processo a Gordon Cummins per l'omicidio di Evelyn Oatley iniziò all'Old Bailey il 24 aprile 1942. Fu processato davanti al giudice Asquith Il Giudice d'Assise aprì il procedimento in questa data chiedendo a Cummins di stare in piedi per ascoltare una recita formale dell'accusa e per dichiararsi colpevole o innocente. Cummins presentò una dichiarazione di non colpevolezza; il Giudice informò quindi la giuria: "Il prigioniero, Gordon Frederick Cummins, è accusato dell'omicidio di Evelyn Oatley il decimo giorno di febbraio di quest'anno. A questo atto d'accusa si è dichiarato non colpevole. È vostro compito dire, udite le prove, se sia colpevole o no."
L'accusa consisteva in Christmas Humphreys, Queen's Counsel e GB McClure, con Denis Nowell Pritt inizialmente nominato per difendere Cummins. Tuttavia, a causa di un cavillo legale il primo giorno del processo (la presentazione alla giuria delle fotografie della scena del crimine della vittima Margaret Florence Lowe), la giuria fu esonerata dall'incarico. Il processo riprese davanti a una nuova giuria il 27 aprile, la difesa ora era composta da John Flowers e Victor Durand Lo stesso Cummins sembrava disinteressato al procedimento giudiziario; di tanto in tanto chiacchierando spensieratamente con i suoi avvocati o girandosi dal bar per sorridere e salutare sua moglie, che credeva fermamente nella sua innocenza.

### Testimonianze
Nella sua dichiarazione di apertura a nome dell'accusa, Humphreys sottolineò la scoperta del corpo di Oatley, le ferite inflitte al suo corpo, le armi che il suo assassino aveva usato per eseguire le mutilazioni e le impronte digitali recuperate sulla scena del crimine. Riferendosi all'intenzione dell'accusa di collegare Cummins a questo omicidio tramite le impronte digitali che gli investigatori avevano recuperato, Humphreys ha dichiarato: "Avrete notizie da uno dei più grandi esperti del paese sulle impronte digitali. Vi dirà che in questo periodo sono state prese circa mezzo milione di impronte digitali e non ce ne sono mai state due uguali. L'accusa vi chiederà di dire, a ciascuno di voi, se siete sicuri, in base alle prove che vi saranno presentate, e nient'altro, che quest'uomo è l'uomo che ha ucciso Mrs. Oatley il 10 febbraio."
Il primo testimone a testimoniare per conto dell'accusa fu il sovrintendente capo Frederick Cherrill, che dichiarò di essere pronto a mettere pubblicamente in gioco la sua reputazione sul fatto che le impronte digitali trovate sull'apriscatole e sullo specchio rotto che era stati usati per mutilare ampiamente il corpo di Oatley appartenessero a Cummins. Cherrill ripeté questa affermazione durante il controinterrogatorio di John Flowers, il quale sosteneva che l'impronta digitale sull'apriscatole era troppo debole per determinare un'identificazione precisa, affermando che la qualità dell'impronta digitale era tipica per un'impronta digitale lasciata su una superficie metallica, e che qualsiasi individuo avesse toccato la stessa superficie avrebbe lasciato un'impronta della stessa qualità. In risposta a ulteriori domande sulle discrepanze nella distanza tra i punti di identificazione sulle fotografie ingrandite delle impronte digitali di Cummins e quelle recuperate sulla scena del crimine in mostra in aula, Cherrill affermò che i punti di discrepanza sarebbero apparsi "molto grandi in una fotografia ingrandita ", aggiungendo che le impronte originali possono estendersi fino a quattro millimetri a seconda del grado di pressione a cui sono sottoposte.
Sir Bernard Spilsbury seguì Cherrill nel banco dei testimoni per testimoniare sull'autopsia che aveva condotto sul corpo della Oatley. Spilsbury testimoniò che la causa della morte della donna era stata il profondo taglio alla gola, che la Oatley era morta dissanguata in meno di cinque minuti e che la morte era avvenuta intorno alla mezzanotte e mezza del giorno della scoperta del suo corpo, anche se l'ora effettiva della sua morte potrebbe essere stata fino a due ore prima o dopo tale ora.
Felix Sampson ha poi testimoniato che tra le 22.30 e le 23  la sera della scomparsa della Oatley, lui e Cummins avevano avvicinato due prostitute fuori dal ristorante Monico a Piccadilly Circus. I due si erano accordati per ritrovarsi fuori dal ristorante dopo aver "sbrigato degli affari". Sampson ha testimoniato di essere tornato fuori dal ristorante intorno alle 11:30 e aveva aspettato circa 25 minuti che Cummins apparisse prima di andare da solo in un pub locale. Era tornato a St John's Wood alle 6, solo per trovare Cummins addormentato. Quando in seguito aveva chiesto a Cummins a che ora fosse tornato all'alloggio, Cummins aveva risposto "verso le tre o le quattro e mezza" del mattino, aggiungendo: "a donna con cui sono andato non mi aveva soddisfatto, quindi me ne sono andato e ho trovato qualcun'altra."

### La testimonianza dell'imputato
Cummins scelse di testimoniare in propria difesa il 27 aprile. Negò ogni colpevolezza nell'omicidio di Oatley; insistendo sul fatto di essere stato in compagnia di un'altra donna il 10 febbraio prima di tornare al suo alloggio. In riferimento alla precedente testimonianza di Felix Sampson, Cummins ammise di aver mentito nella sua dichiarazione all'ispettore capo Edward Greeno che lui e Sampson si erano ritrovati fuori dal ristorante Monico all'incirca alle 22, aggiungendo che il motivo principale era che aveva avuto paura a causa del fatto che Greeno lo aveva intimidito nel suo interrogatorio iniziale il 16 febbraio, affermandogli: "Abbiamo una corda intorno al tuo collo e ti impiccheremo con essa". Dopo aver ammesso di essere stato in compagnia di Oatley poco prima del suo omicidio, insistette che era viva e vegeta quando l'aveva vista l'ultima volta. Affermò inoltre di essere stato troppo ubriaco la sera della sua morte per ricordare il momento esatto in cui si trovava o le sue azioni, aggiungendo: "Non avevo un orologio, io. E, naturalmente, al buio, non si vedono gli orologi pubblici."
Entrambi gli avvocati presentarono alla giuria le loro argomentazioni conclusive il 28 aprile. Al termine delle argomentazioni conclusive di entrambi i legali, il giudice Asquith ha consegnato le sue ultime istruzioni alla giuria. Questo discorso durò più di un'ora, con il giudice che delineò i punti chiave presentati sia dall'accusa che dalla difesa. Alle 16, la giuria si ritirò per arrivare al verdetto.

## Condanna
La giuria emise il verdetto alle 16.35, dopo aver dibattuto per soli 35 minuti. Ognuno evitò di stabilire un contatto visivo con Cummins mentre rientrava in aula. Quando gli fu chiesto dal cancelliere del tribunale del loro verdetto, il capogiuria rispose: "Colpevole di omicidio". Cummins non mostrò alcuna emozione mentre veniva letto il verdetto, mentre sua moglie scoppiò in lacrime. Gli fu poi chiesto se avesse qualche motivazione legale per cui il tribunale non avrebbe dovuto imporre la pena di morte. In risposta, Cummins dichiarò: "Sono completamente innocente, signore."
Cummins fu condannato a morte per impiccagione. Dopo la sentenza, il giudice Asquith dichiarò: "Gordon Frederick Cummins, dopo un processo equo, sei stato dichiarato colpevole e con l'accusa di omicidio. Come sai, c'è solo una sentenza che la legge mi permette di pronunciare, e cioè che tu sia portato da questo luogo a una prigione legittima, e da lì a un luogo di esecuzione, e che tu sia appeso per il collo fino a quando morte non sopraggiunga. E che Dio abbia pietà della tua anima."

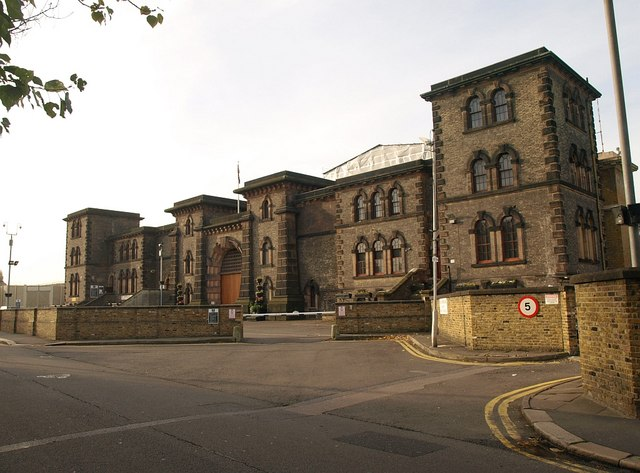
La prigione di Wandsworth. Cummins fu giustiziato all'interno di questa prigione il 25 giugno 1942

### Esecuzione
Dopo la sua condanna, Cummins è stato trattenuto in una cella di condanna nella prigione di Wandsworth, in attesa dell'esecuzione. Non espresse alcuna preoccupazione per la sua situazione, anche se presentò ricorso contro la sua condanna. Il suo appello fu respinto dal Lord Chief Justice all'inizio del giugno 1942.
Gordon Cummins fu giustiziato da Albert Pierrepoint nella prigione di Wandsworth il 25 giugno 1942. Le notizie contemporanee indicano che a Cummins è stato dato un bicchiere di brandy per calmare i nervi. Poi si avvicinò stoicamente al patibolo, affiancato da due guardiani, senza opporre alcuna resistenza. L'intero processo di esecuzione è durato meno di due minuti. L'esecuzione di Cummins fu condotta durante un raid aereo tedesco su Londra. È l'unico assassino condannato nella storia criminale britannica noto per essere stato giustiziato durante un raid aereo.
Cummins sostenne fino alla fine la sua innocenza. Sua moglie e la sua famiglia furono incrollabili nella convinzione della sua innocenza e lo visitarono frequentemente fino al giorno dell'esecuzione. Il corpo di Cummins fu successivamente sepolto all'interno dei confini della prigione.
Le accuse relative agli altri tre omicidi del Blackout Killer rimasero nei fascicoli. Gli investigatori di Scotland Yard in seguito dichiararono di credere fermamente che Cummins avesse ucciso tutte e quattro le donne, oltre alle due donne uccise nell'ottobre 1941 mentre era di stanza a Colerne prima del suo incarico nel novembre 1941 in Cornovaglia.